# UFC 114
UFC 114: Rampage vs. Evans var en mixed martial arts-gala arrangerad av Ultimate Fighting Championship (UFC) i MGM Grand Garden Arena i Las Vegas, USA den 29 maj 2010. Biljettintäkterna från de 14 996 i publiken uppgick till 3,89 miljoner dollar vilket var den femte bästa siffran i MGM Grand Garden Arenas historia. Galan sålde dessutom över en miljon payperview-biljetter och var därmed organisationens näst bäst säljande ppv-evenemang genom tiderna.

## Bakgrund
Huvudmatchen var mellan två före detta mästare i lätt tungvikt, Rashad Evans och Quinton "Rampage" Jackson. Evans och Jackson coachade varsitt lag under den tionde säsongen av tv-serien The Ultimate Fighter, som brukar avslutas med att coacherna möter varandra i en match. Några veckor före galan meddelade UFC:s vd Dana White att vinnaren skulle få en titelmatch mot den regerande mästaren Mauricio Rua.
Fem tidigare vinnare av serien The Ultimate Fighter deltog på galan, Rashad Evans, Michael Bisping, Diego Sanchez, Amir Sadollah och Efrain Escudero, och en sjätte (Forrest Griffin) var också inbokad men han tvingades ställa in mötet med Antônio Rogério Nogueira på grund av skada.

## Resultat

### Underkort
|  | Jesse Forbes | Mellanvikt                                       | Ryan Jensen |  |
|  |              | Segrare: submission (giljotin) efter 1:06 rond 1 |             |  |

|                            | Aaron Riley           | Lättvikt | Joe Brammer |  |
| Segrare: enhälligt domslut | (30–27, 30–27, 30–27) |          |             |  |

|  | Luiz Cane | Lätt tungvikt                         | Cyrille Diabaté |  |
|  |           | Segrare: TKO (slag) efter 2:13 rond 1 |                 |  |

|                                       | Melvin Guillard | Lättvikt | Waylon Lowe |  |
| Segrare: TKO (slag) efter 3:28 rond 1 |                 |          |             |  |

| | Efrain Escudero       | Lättvikt | Dan Lauzon |  |
| Segrare: enhälligt domslut, Escudero fick ett poängs avdrag för en spark som träffade under bältet | (29–27, 29–27, 29–27) |          |            |  |

|  | Amir Sadollah         | Weltervikt                 | Dong Hyun Kim |  |
|  | (27-30, 27-30, 27-30) | Segrare: enhälligt domslut |               |  |

### Huvudkort
|  | Diego Sanchez         | Weltervikt                 | John Hathaway |  |
|  | (27-30, 27-30, 26-30) | Segrare: enhälligt domslut |               |  |

|                        | Antônio Rogério Nogueira | Lätt tungvikt | Jason Brilz |  |
| Segrare: delat domslut | (28–29, 29–28, 29–28)    |               |             |  |

|  | Todd Duffee | Tungvikt                             | Mike Russow |  |
|  |             | Segrare: KO (slag) efter 2:33 rond 3 |             |  |

|                            | Michael Bisping       | Mellanvikt | Dan Miller |  |
| Segrare: enhälligt domslut | (30–27, 30–27, 29–27) |            |            |  |

|  | Quinton Jackson       | Lätt tungvikt              | Rashad Evans |  |
|  | (28-29, 27-30, 27-30) | Segrare: enhälligt domslut |              |  |

## Bonusar
En bonus på $65 000 delas ut till Kvällens match, Kvällens knockout samt Kvällens submission.
- Kvällens match: Antônio Rogério Nogueira och Jason Brilz
- Kvällens knockout: Mike Russow
- Kvällens submission: Ryan Jensen

### Webbkällor
- ”UFC 114 Results & Live Play-by-Play”. sherdog.com. http://www.sherdog.com/news/news/UFC-114-Results-amp-Live-Play-by-Play-24671. Läst 17 januari 2011.

### Fotnoter
1. 1 2 3  ”NSAC corrects UFC 114 attendance and gate; promotion's estimates nearly spot-on”. mmajunkie.com. Arkiverad från originalet den 30 juni 2012. https://archive.is/20120630015355/http://mmajunkie.com/news/19456/nsac-corrects-ufc-114-attendance-and-gate-promotions-estimates-nearly-spot-on.mma. Läst 17 januari 2011.
2. 1 2  ”Updated UFC 114 Buyrate: 1,050,000”. bloodyelbow.com. Arkiverad från originalet den 8 augusti 2010. https://web.archive.org/web/20100808194514/http://www.bloodyelbow.com/2010/6/23/1533029/updated-ufc-114-buyrate-1050000. Läst 17 januari 2011.
3. ↑  ”White: Rampage-Evans Winner Gets Title Shot Against Rua”. sherdog.com. http://www.sherdog.com/news/news/White-Rampage-Evans-Winner-Gets-Title-Shot-Against-Rua-24574. Läst 17 januari 2011.
4. ↑  ”Jason Brilz agrees to face Antonio Rogerio Nogueira at UFC 114”. mmajunkie.com. Arkiverad från originalet den 25 maj 2012. https://archive.is/20120525133043/http://mmajunkie.com/news/18983/jason-brilz-agrees-to-face-antonio-rogerio-nogueira-at-ufc-114.mma. Läst 17 januari 2011.
5. ↑  ”UFC 114 fighter bonuses: Jensen, Russow, Nogueira and Brilz earn $65K awards”. mmajunkie.com. Arkiverad från originalet den 25 maj 2012. https://archive.is/20120525133042/http://mmajunkie.com/news/19350/ufc-114-fighter-bonuses-jensen-russow-nogueira-and-brilz-earn-65k-awards.mma. Läst 17 januari 2011.